# Клименко Руслан Іванович
Русла́н Іва́нович Климе́нко — солдат Збройних сил України.

## З життєпису
Станом на січень 2016-го — голова Південноукраїнської міської спілки ветеранів та учасників АТО.
Станом на березень 2017 року — технік-інспектор 1-ї категорії відділу збуту, депутат міської ради.

## Нагороди
26 липня 2014 року — за особисту мужність і героїзм, виявлені у захисті державного суверенітету та територіальної цілісності України, вірність військовій присязі під час російсько-української війни, відзначений — нагороджений орденом «За мужність» III ступеня.